# Soldier of Fortune (utwór)
Soldier of Fortune – blues-rockowa ballada grupy Deep Purple autorstwa Ritchiego Blackmore’a i Davida Coverdale’a, pochodząca z wydanego w 1974 roku albumu Stormbringer. Słowa piosenki traktują o upływającym czasie. Jest to jedna z najbardziej lubianych kompozycji grupy. Na żywo przez Deep Purple utwór został odegrany zaledwie sześciokrotnie, w tym na ostatnim koncercie grupy przed jej rozpadem. Piosenka była wielokrotnie coverowana. Najbardziej znane aranżacje nagrał szwedzki zespół Opeth oraz nowy zespół Coverdale’a – Whitesnake, z kolei podczas jednego z odcinków na żywo drugiej edycji programu The Voice of Poland, zaśpiewała go późniejsza zwyciężczyni, Natalia Sikora.

## Skład Deep Purple
- David Coverdale – wokal
- Ritchie Blackmore – gitara prowadząca
- Glenn Hughes – gitara basowa
- Jon Lord – Organy Hammonda
- Ian Paice – perkusja

## Wersja Opeth
Aranżacja progresywnometalowego zespołu Opeth została wydana jako singel specjalnej edycji albumu Ghost Reveries. Do kupienia dostępny był od 6 marca 2007 na serwisie iTunes. Ta wersja nieznacznie różniła się od pierwowzoru, choć wyraźnie mniej użyto w niej gitary.

## Inne aranżacje
- Bardzo często na swoich koncertach "Soldier of Fortune" gra zespół Whitesnake, którego liderem jest Coverdale[2][4]. Grupa nagrała także akustyczną wersję utworu na albumie The Purple Album, która zawiera zaaranżowane na nowo utwory Deep Purple z czasów Coverdale’a.
- Ponad 200 razy na koncertach w nowej grupie Blackmore’s Night zagrał go Ritchie Blackmore. Ritchie Blackmore wykonuje również ten utwór z zespołem Rainbow. Także Jon Lord oraz Ian Paice odgrywali go na solowych występach koncertowych[2].
- Power metalowa grupa Black Majesty nagrała tę piosenkę na płycie Tomorrowland z 2007 roku.